# La Palma, Mineral del Chico
La Palma är en ort i Mexiko.   Den ligger i kommunen Mineral del Chico och delstaten Hidalgo, i den sydöstra delen av landet, 100 km nordost om huvudstaden Mexico City. La Palma ligger 2 539 meter över havet och antalet invånare är 299.
Terrängen runt La Palma är huvudsakligen kuperad, men västerut är den bergig. Terrängen runt La Palma sluttar norrut. Runt La Palma är det mycket tätbefolkat, med 1 361 invånare per kvadratkilometer. Närmaste större samhälle är Pachuca de Soto, 12,5 km söder om La Palma. I omgivningarna runt La Palma växer i huvudsak blandskog.